# Челсі Абдулла

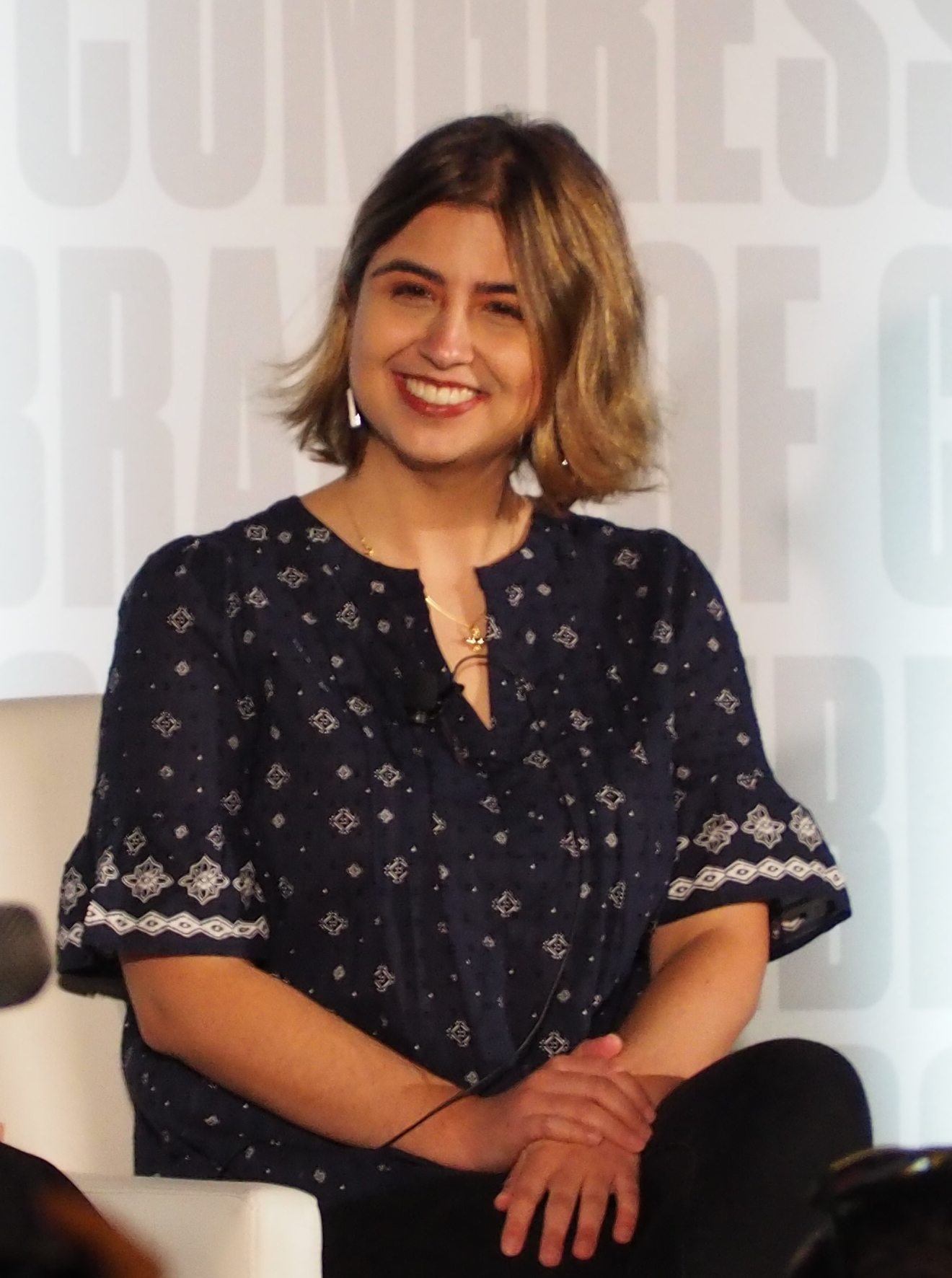
Абдулла на Національному книжковому фестивалі 2022

Челсі Абдулла (англ. Chelsea Abdullah) — кувейтсько-американська письменниця, авторка фантастичної трилогії «Сандсі».

## Життєпис
Абдулла народилася і виросла у Кувейті. Ступінь магістра з англійської мови вона здобула в Університеті Дюкейн.
Також вона закінчила Університет Колорадо в Боулдері.
У 2022 році Абдулла опублікувала свій дебютний роман, перший із задуманої трилогії. В історії під назвою «Викрадач зоряного пилу» події розгортаються у фантастичному світі "Тисячі й однієї ночі ", де джинів переслідують і полюють за їхньою цілющою кров'ю та їхніми чарівними реліквіями. Publishers Weekly похвалив «пишні описи Абдулли, [які] оживляють ситуацію» та її здатність створити «відчуття таїни та чарівності». Новиннєвий сайт The New Arab привітав використання традиційних арабських народних казок і зазначив, що авторка «гарно [переплітає] історії в історіях, казки в казках».
Друга частина трилогії, The Ashfire King, буде опублікована в 2023 році.

## Праці
- The Stardust Thief, Little, Brown Book Group Limited, 2022.ISBN 9780356517445[8][9][10][5][6]

## Подальше читання
- Salih, Swara (26 травня 2022). The Middle Geeks Interview: Chelsea Abdullah, Author of "The Stardust Thief". Nerds of Color.
- Jones, Michael M. (18 березня 2022). A Story Built of Stories: PW Talks with Chelsea Abdullah. Publishers Weekly (англ.). Процитовано 2 вересня 2022.